# 蒙瓦朗 (洛特省)
蒙瓦朗（法語：Montvalent，法語發音：[mɔ̃valɛ̃]）是法国洛特省的一个市镇，属于古尔东区。

## 地理
蒙瓦朗（44°52'53"N, 1°37'5"E）面积27.61 平方千米，位于法国奧克西塔尼大區洛特省，该省份为法国西南部内陆省份，北起顺时针与科雷兹省、康塔爾省、阿韦龙省、塔恩-加龙省、洛特-加龍省和多尔多涅省接壤。
与蒙瓦朗接壤的市镇（或旧市镇、城区）包括：马尔泰勒、阿尔维尼亚克、克雷斯、弗卢瓦拉克、梅罗讷、米耶尔、罗卡马杜尔。

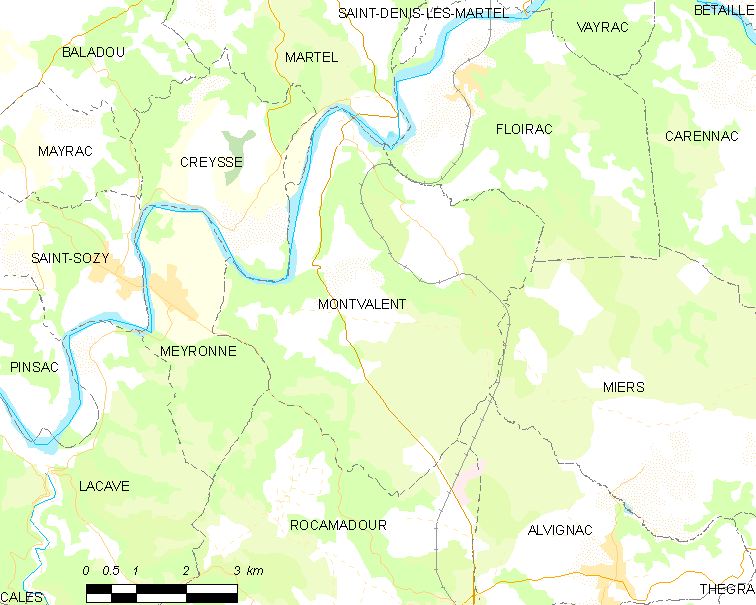
的OSM定位图

蒙瓦朗的时区为UTC+01:00、UTC+02:00（夏令时）。

## 行政
蒙瓦朗的邮政编码为46600，INSEE市镇编码为46208。

## 政治
蒙瓦朗所属的省级选区为马尔泰勒县。

## 人口

1962-2008年间人口变化图示

蒙瓦朗于2022年1月1日时的人口数量为309人。